# Borough di Northwest Arctic
Il borough di Northwest Arctic è un borough dello stato dell'Alaska, negli Stati Uniti. La popolazione al censimento del 2000 era di 7.208 abitanti. Il capoluogo è Kotzebue.

## Geografia fisica
Il borough si trova nella parte nord-occidentale dello stato. Lo United States Census Bureau certifica che la sua estensione è di 105.573 km², di cui 12.598 km² coperti da acque interne.

### Suddivisioni confinanti
- Borough di North Slope - nord
- Census Area di Yukon-Koyukuk - est
- Census Area di Nome - sud

## Centri abitati
Nel borough di Northwest Arctic vi sono 10 comuni (city) e 2 census-designated place.

### Comuni
- Ambler
- Buckland
- Deering
- Kiana
- Kivalina
- Kobuk
- Kotzebue
- Noorvik
- Selawik
- Shungnak

### Census-designated place
- Noatak
- Red Dog Mine